# Røa IL
Røa IL är en idrottsklubb från Oslo, Norge som grundades den 11 november 1900. Klubben har skidor, fotboll, bandy, och gymnastik på programmet.

## Fotboll

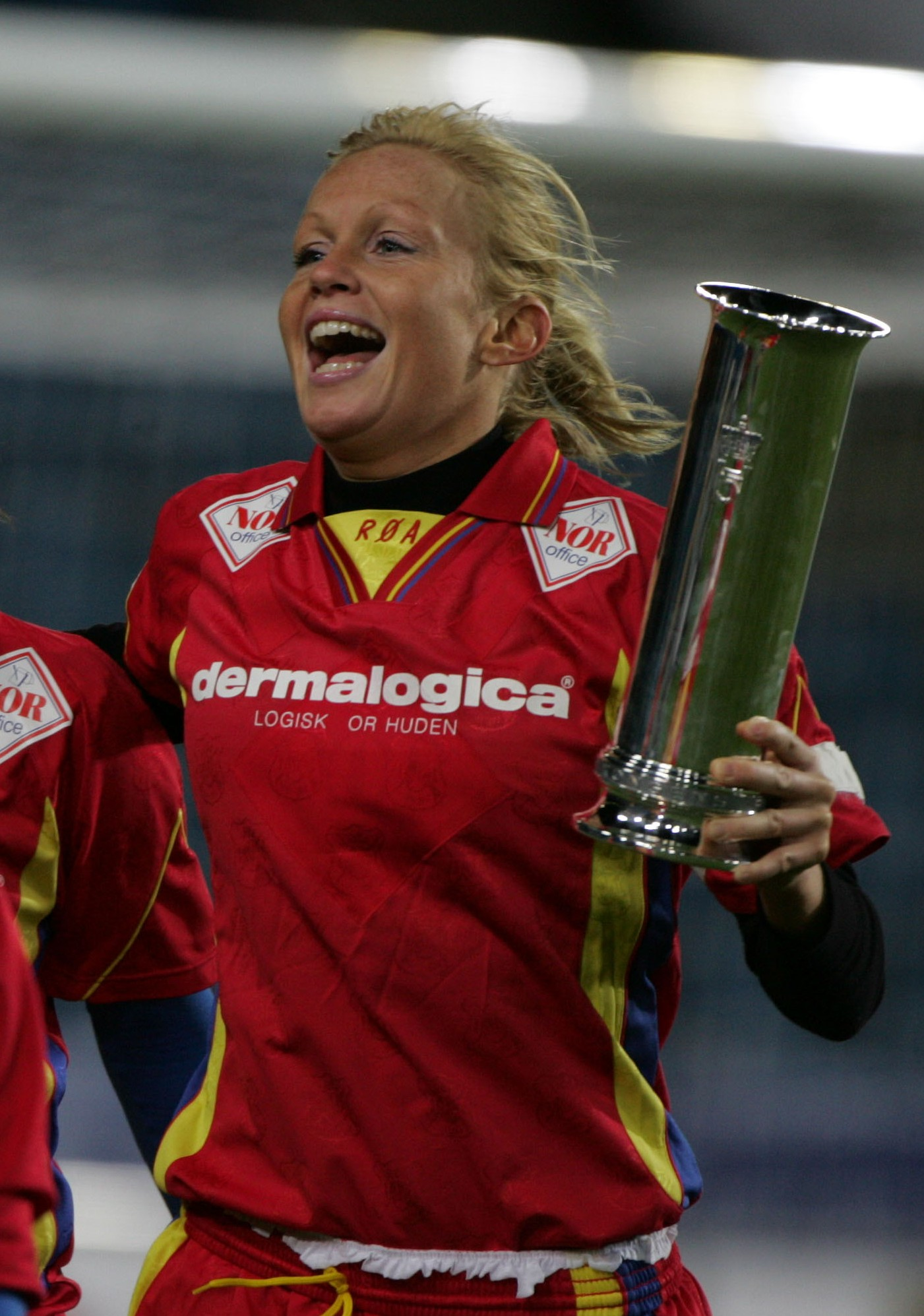
Kristine Edner efter att Røa vunnit norska cupen 2004.

### Herrar
Røas herrlag har spelat i division 3 sedan 1999, med undantag av 2000-2001 då laget var i division 4.

### Damer
Røas damlag spelar i den högsta divisionen som man har vunnit flera gånger, 2004, 2007 och 2008. Man har också vunnit cupen 2004, 2006, 2008, 2009 och 2010.

## Skidor
Skidåkaren Martin Johnsrud Sundby, som tog sin första världscupseger 2008, representerar klubben.